# 방과 후 전쟁활동 (드라마)
《방과 후 전쟁활동》은 2023년 3월 31일부터 2023년 4월 21일까지 방송하였었던 TVING 금토드라마 작품이다.

## 기획의도
하늘을 뒤덮은 괴생명체의 공격에 맞서 싸우기 위해 입시 전쟁이 아닌 ‘진짜 전쟁’을 시작한 고3 학생들의 이야기

## 등장인물

### 주요인물
- 신현수 : 이춘호 중위 역 - "아이들은 이미 군 소속입니다, 모든 처리는... 군법에 따라합니다."

군법을 중시하고 학생들에게 단호하지만 누구보다 아이들을 위하는 성진고 2소대 소대장.
- 이순원 : 김원빈 병장 역 - "나 아저씨 아니야, 니들보다 겨우 2살 많아."

춘호의 충실한 조력자이자 아이들의 듬직한 동네형 같은 성진고 2소대 보교.
- 임세미 : 박은영 역 - "훈련병이 아니에요... 학생이에요."

학생들의 안전을 우선시 하는 마음 따뜻한 성진고 3-2반 담임 교사.

### 성진고 학생들
- 권은빈 : 연보라 역 - "너 내 이름 부르지 마라, 너랑 친구 아니다."

털털하고 화끈한 성격으로 자신과 정반대인 '애설'을 못마땅하게 여기는 3-2반 의리파.
- 김기해 : 김치열 역 - "반, 번호, 이름, 부모님과 친구들에게 전할 말 순이야"

'평범 제일!'을 추구하는 존재감 제로의 학생. 그러나 전쟁 속에서 친구들을 가장 속깊게 들여다보는 3-2반 기록병.
- 김민철 : 도수철 역 - "전쟁 끝나면... 무사히 돌아가면 나랑 사귈래?"

잘생긴 외모에 좋은 피지컬, 자상한 성격의 3-2반 스윗남. 나라를 짝사랑하고 있다.
- 소희 : 이순이 역 - "나 여기 더 못 있겠어, 정말 정말 무서워."

귀여운 외모와 애교스런 목소리로 늘 챙김 받지만 겁도 많고 마음도 여린 3-2반 엄살쟁이 울보.
- 김수겸 : 권일하 역 - "너 졸라 패버리면 그건 벌점 몇 점이냐?"

한번 수틀리면 막을 수 없는, 자기가 하고 싶은 대로 해야 직성이 풀리는 3-2반 반항아.
- 김정란 : 박소윤 역 - "나 집에 갈거야, 여기 더 이상 못 있겠어."

욱하지만 쿨하고, 짜증 많지만 의외의 '인싸'인 3-2반 다혈질 수다쟁이.
- 노종현 : 장영훈 역 - "친구 할 생각없어, 어차피 스쳐 지나가는 애들이야."

오로지 학업에만 열중하는 전교 1등이자 3-2반 1등.
- 문상민 : 왕태만 역 - "존멋? 누구? 나?"

잘생긴 얼굴 막 쓰는 3-2반 분위기 메이커, 미워할 수 없는 '근자감'의 소유자인 3-2반 허당.
- 신명성 : 임우택 역 - "총소리 졸라, 진짜 졸라 크더라."

개구지지만 나름 소신과 고집 있는 3-2반 잔망남.
- 신수현 : 차소연 역 - "근데 소대장 오빠 멋있지 않냐? 완전 내 타입!"

전쟁통에 첫사랑, '춘호앓이'에 빠져버린 3-2반 금사빠.
- 신혜지 : 최연주 역 - "난 우리들 중 누구라도 위험해지는 거 싫어, 이제 아무도... 잃고 싶지 않아."

착하고 배려심이 깊어 묵묵히 친구들을 잘 챙겨주는 3-2반 의무병.
- 안다은 : 김인혜 역 - "그냥, 집에 가고 싶다는 생각도 들고..."

조용하고 차분한 성격으로 남들 만큼만 하고 싶은 3-2반 우등생.
- 안도규 : 국영수 역 - "다른 애들 다 가산점 받는 단 말이야, 1-2점 차이로 학교가 바뀐다고."

공부 외엔 1분 1초도 사치라고 생각하는 3-2반 상점집착남.
- 여주하 : 김유정 역 - "책임감, 사명감... 이런 건 개뿔도 없었는데..."

혼란스러운 상황에도 이성적으로 판단하려 하는 3-2반 반장.
- 오세은 : 홍준희 역 - "캠핑정도로 생각하라더니, 완전 군대잖아 여기!"

이기적이고 고집도 세지만 결국 다수에 따르는 3-2반 프로불평러.
- 우민규 : 김덕중 역 - "시험은 못 봤어도 치킨은 먹어야지"

'치열'의 영혼의 단짝이자 밀리터리 덕후, 없으면 섭섭한 존재감의 3-2반 감초.
- 윤종빈 : 조장수 역 - "회의하자고 모인 거잖아, 싸우자는 게 아니고."

체격답게 묵직하고 믿음직하게 서포터를 자처하는, 정의롭고 희생 정신 강한 3-2반 부반장.
- 이연 : 노애설 역 - "나 안 나갈거야.. 친구들도 다 여기 있고.."

숫기도 없고, 행동도 느려 친구들과 잘 어울리지 못하지만 의외의 강단이 있는 3-2반 느림보.
- 지민혁 : 조영신 역 - "우릴 뭘 믿고 총을 주는 거지?"

침착하고 빠른 상황 판단으로 위기를 모면하는 3-2반 지능형 행동파
- 최문희 : 이나라 역 - "제일 힘든 거?... 아직은 없는데..?"

첫사랑 비주얼, 서툰 한국어 덕에 신비감 터지는 학생. 냉철한 사격 실력으로 전쟁을 헤쳐나가는 3-2반 사격 에이스.
- 홍사빈 : 우희락 역 - "18! 여기 남아 있으면 뭐가 달라지는데! 그냥 가자!"

일하와 나란히 3-2반 만년 꼴등 담당, '일하'의 오른팔이자 절친인 3-2반 청개구리.
- 황세인 : 유하나 역 - "언제 어느 순간 길거리 캐스팅 당할지도 모르는데 뾰루지 하나 때문에 망할 수도 있어"

전쟁보다 외모에 더 신경 쓰는 3-2반 연예인 지망생

## 기타 군인
- 안창환 : 중대장 역 "1화에서 최용식 소장에게 최초 구체 낙하에 대해 보고하는 인물. 현장에서 이춘호를 제외한 전원이 사망하였다.
- 김원해 : 최용식 소장 역 "제7보병사단장. 1화에서 구체를 무리하게 공격하다 사망한다. 영화 써니에서 임시담임으로 나왔을 때 했던 대사를 구체를 대상으로 재 시전한다.
- 장현성 : 박상만 역 "국방부 장관. 공식 브리핑에서 고3 소집령을 공식 발표한다.
- 이정민 : 서자윤 역 "이춘호를 보조하는 성진고 2소대 여군 담당 및 부소대장. 계급은 하사. 위기 상황 속 학생들을 지키기 위해 고군분투한다. 2회에서 구체의 기습 공격으로 사망한다.
- 미상 : 박 상병 역 "이춘호를 보조하는 성진고 2소대 병사. 계급은 상병. 소형 구체에서 학생들을 지키며 2마리를 사살하나 순식간에 날아든 소형 구체에게 목이 따여 사망한다.
- 성지루 : 대대장 역 "성진고대대 대대장. 계급은 중령. 3회에서 대형 구체들이 학교를 기습 공격하자 자기 혼자 살겠다고 1호차를 타고 도망치다 전복되어 구체의 벌집공격으로 사망한다.
- 음문석 : 박진수 역 "4회 서악산 집결지에서 등장하는 수송대대 병장. 김원빈에게 군용차량 키를 도난당한다.
- 유성주 : 사단장 역 "5회에서 학생예비군을 작전에 동원시키는 인물.

## 함일고등학교
- 남진복 : 멸치 역 "교도소에 남아있던 죄수무리의 리더. 비쩍 마른 외형에 비해 매우 영악하고 잔인한 성격으로, 자신의 어머니 사진을 보여주며 애설에게 동정심을 유발하여 철창을 열도록 유인하고 인질로 잡는다. 사실 어머니 사진은 흉터의 것으로 동정심 유발을 위해 연기한 것이었다. 애설을 보호하려는 보라를 보더니 산채로 잡아오라고 한다. 풀려나서는 조리실에 있는 금고에서 베레타 M9을 꺼내서 위협을 하고, 도망치던 애설과 보라를 따라가서 총질을 하고 구타한다. 하지만 결국 같은 동료였던 흉터가 쏜 총에 맞아 죽는다. 빨간명찰로 보아 사형수로 추정된다.
- 박건 : 흉터 역 "거구에 우락부락하게 생긴 죄수. 멸치와 똑같이 빨간명찰로 사형수다. 멸치 일당과는 그냥 탈출을 위해 협력하는 사이로 처음에는 희락의 목을 조르며 악랄한 이미지를 연출했으나, 사실 딱히 아이들을 해칠 생각은 없었고 몸이 아프신 어머니가 걱정되어 탈출하려고 한다.[115] 거기다 다른 죄수들이 욕설만 퍼부으며 문을 열라고 징징대는 것과 달리 '우리를 여기에 방치하고 떠나면 너희들도 살인방조죄에 해당하니 풀어달라'며 제일 설득력 있는 주장을 하는등 말도 논리있게 잘한다. 죄수들과의 대화에서 사회에 있을 때 조직에서 두목으로 있었던 것으로 추정된다. 탈출 직후 교도소에 숨어들어온 구체와 몸싸움을 벌인 뒤 밖으로 나가는데, 제 성질머리를 못 이겨 애설과 보라를 죽이려는 멸치를 보고선 총으로 쏴 죽여서 둘을 구해준다. 그리고 하늘에 떠 있는 구체를 바라보며, '저것들이 왜 나타났는지 궁금했는데, 왜인지 알 것 같아. 우리 인간이 제일 쓰레기 같아서 청소하러 온 거야.'라는 의미심장한 말을 내뱉고는 어디론가 사라진다.
- 정강희 : 흰머리 역 새치와 수염이 덥수룩한 죄수. 멸치 다음의 연장자다. 사근사근 말하는게 사람 좋아보이지만, 다른 죄수들만큼 입이 험하며 허세가 가득하다.[116] 자신 머리색과 같은 머플러를 했다는 이유로 유정을 마음에 들어한다. 교도소에 숨어들어온 구체에게 몸이 두동강나서 죽는다.
- 박지훈 : 뽕쟁이 역 "죄수무리의 막내이자 마약사범 재소자. 형님들을 믿고 나대지만 정작 총 앞에서는 얌전해진다. 배역 이름으로 볼 땐 마약사범으로 추정된다. 멸치의 명령으로 반 아이들을 잡으려고 돌아다니다 구체에게 얼굴을 뜯어먹히며 제일먼저 사망한다.
- 이시훈 : 촉새 역 "장발머리에 입이 거친 죄수. 인질로 잡힌 애설에게 유독 관심을 보이며 강간을 시도하는 등 멸치 못지않은 인간 쓰레기. 애설을 범하려다 구체에게 공격당해 눈알이 파먹혀 죽는다.

## 과학기술고등학교
- 김민호 : 과기고남1 역
- 김준성 : 과기고남2 역
- 경기현 : 과기고남3 역
- 신영규 : 과기고남4 역
- 채희수 : 과기고남5 역
- 김소은 : 과기고여1 역
- 김규리 : 과기고여2 역
- 임소윤 : 과기고여3 역